# جاماسب‌نامه
جاماسب‌نامه (به پارسی میانه: جاماسپ نامَگ) یا ژاماسپ‌نامک، کتابی است به زبان پارسی میانه و نویسنده آن جاماسب حکیم از خاندان هوگو است که در اوستا ستوده شده‌است. جاماسب در کتاب خود در پاسخ به پرسشهای گشتاسب‌شاه، پیشگویی‌هایی درباره آینده کرده‌ است.
قطعاتی از دست‌نوشتهٔ آسیب‌دیدهٔ این اثر به خط پهلوی بر جای مانده اما متن کامل آن تنها به پازند موجود است.